# 福持通
福持通（ふくもちとおる、1922年 - 2014年）は日本の実業家。元都ホテル（現ウェスティン都ホテル京都）社長。伊勢本街道保存会相談役。三重県名張市出身。祖父・善之丞は立憲憲政会員、名賀郡会議員。

## 略歴
- 1922年（大正11年） - 酒造業を営む父・勉、母・恭の長男として、三重県名賀郡錦生村（現名張市）安部田に生れる。中学校・高等学校では剣道に熱中する。三重県立上野中学校（現三重県立上野高等学校）卒業。京都大学法学部卒業。
- 1948年（昭和23年） - 近畿日本鉄道に入社。宣伝、開発、不動産、ホテルの事業に携わる。
- 1988年（昭和63年） - 株式会社都ホテル専務取締役に就任。
- 1989年（平成元年） - 株式会社都ホテル代表取締役社長に就任。
- 1997年（平成9年） - 3月、株式会社都ホテル取締役相談役に就任。

## 活動
- 1945年（昭和20年）から1946年（昭和21年）にかけて、名張の文化運動の推進を目的とした晩鐘会に参加。
- 1963年（昭和38年） - 近鉄不動産にて、桔梗が丘住宅地の開発に携わる。
- 1998年（平成10年） - 神戸流通科学大学のホテル・レストラン経営特別講義に出講。
- 1999年（平成11年） - 同志社大学大学院総合政策科学研究科の京都商工会議所観光部会寄附講座：政策科学特講①―地域経済と観光政策―に出講（第5回「日本－京都－の魅力とその観光政策」）。
- 2003年（平成15年） - 10月、奈良大学図書館に竹久夢二の初版本などのコレクションを寄贈。竹久夢二自身が装丁や挿絵を手掛けたとされる生前の著作42冊（うち初版本が34冊）、没後に編まれた11冊（うち初版本が8冊）。